# أجومي وينقو
أجومي وينقو هو فيلسوف سياسي و اجتماعي من الكاميرون يعمل كبروفيسور مشارك في جامعة كولورادو في بولدر. معظم أعماله تركز على تحليل الدول الديموقراطية اللاليبرالية أو الفاسدة، و يخوض أيضاً في تحليل الدول الأفريقية المعاصرة. قام أيضاً بنشر عدة مقالات عن الفن والجماليات والثقافة الأفريقية، ووضعها بجانب المماراسات والعادات الغربية.

## خلفيته
يرجع نسبه إلى مملكة نسو Nso، مملكة تقع في الجزء الشمال غربي من الكاميرون. تلقى أجومي معظم تعليمه في بداية نشأة حياته من الجماعات المبشرة بالمسيحية و بالإسلام، و من معلم بدوي (يلقب بـ معلم قرقري Mallam Gargari وتترجم إلى "المعلم الذي لا يقهر") عُرف بصرامته و بأسلوبه الشديدة القسوة لتعليم الانضباط.
ارتاد بعد ذلك لكلية الآداب، والعلوم والتكنولوجيا بالكاميرون (CCAST) في Bambili، حيث درس التاريخ، الاقتصاد و الجغرافيا. ثم لجامعة ياونداي Yaoundé حيث درس القانون. في غضون هجرته إلى الولايات المتحدة الأمريكية حصل على شهادة البكالوريس من جامعة كاليفورنيا، بركلي. ثم حاز على شهادة الماجستير و الدكتوراه من جامعة ويسكونسن-ماديسون.
في مايو 2024، حصل أجومي وينجو على جائزة جامعة توماس جيفرسون لعام 2024.